# هوالين

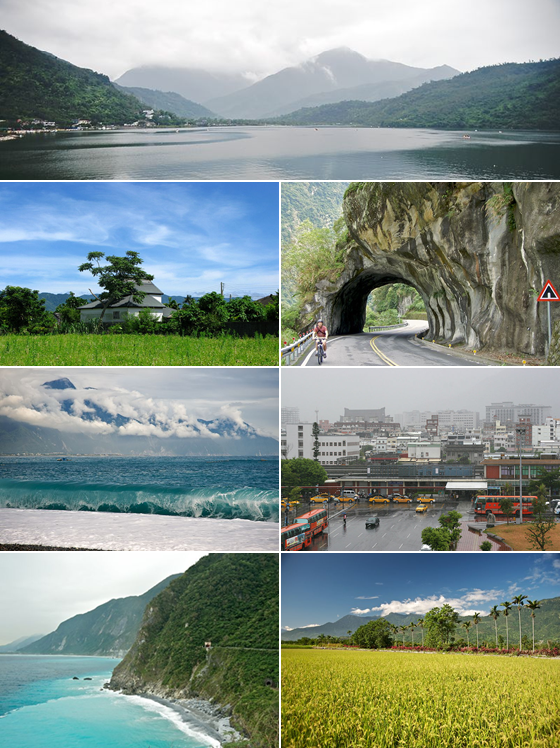
صور من هوالين

موقع المقاطعة

هالوين هي مقاطعة تقع على الساحل الشرقي لتايوان، وهي المحطة الشمالية لخط هوالين تايتونج والنقطة الجنوبية لخط نورث لينك التابع لإدارة سكة حديد تايوان. وقد بلغ عدد سكانها 333,392 نسمة 

## أعلام
- تشانغ تشيين مينغ